# West Indies Cricket Team in Australien in der Saison 2023/24
Die Tour des West Indies Cricket Teams nach Australien in der Saison 2023/24 fand vom 17. Januar bis zum 13. Februar 2024 statt. Die internationale Cricket-Tour war Bestandteil der Internationalen Cricket-Saison 2023/24 und umfasste zwei Tests, drei One-Day Internationals und drei Twenty20s. Die Tests waren Bestandteil der ICC World Test Championship 2023–2025. Die Test-Serie endete unentschieden 1–1, während Australien die ODI-Serie mit 3−0 und die Twenty20 mit 2–1 gewann.

## Vorgeschichte
Australien bestritt zuvor eine Tour gegen Pakistan, die West Indies gegen England. Das letzte Aufeinandertreffen der beiden Mannschaften bei einer Tour fand in der Saison 2022/23 in Australien statt.

## Stadien
Die folgenden Stadien wurden für die Tour als Austragungsorte vorgesehen.
| Stadion                  | Stadt     | Kapazität | Spiele          |
| ------------------------ | --------- | --------- | --------------- |
| Adelaide Oval            | Adelaide  | 053.583   | 1. Test; 2. T20 |
| The Gabba                | Brisbane  | 042.000   | 2. Test         |
| Manuka Oval              | Canberra  | 012.000   | 3. ODI          |
| Bellerive Oval           | Hobart    | 020.000   | 1. T20          |
| Melbourne Cricket Ground | Melbourne | 100.024   | 1. ODI          |
| Perth Stadium (PS)       | Perth     | 060.000   | 3. T20          |
| Sydney Cricket Ground    | Sydney    | 048.000   | 2. ODI          |

## Kaderlisten
Die West Indies benannten ihren Test-Kader am 21. Dezember 2023 und seinen ODI- und Twenty20-Kader am 11. Januar 2024.
Australien benannte seinen Test-Kader am 9. Januar, seinen ODI-Kader am 10. Januar 2024 und seinen T20-Kader am 24. Januar 2024.
| Test | Test | ODI | ODI | Twenty20 | Twenty20 |
| Australien | West Indies | Australien | West Indies | Australien | West Indies |
| --- | --- | --- | --- | --- | --- |
| - Pat Cummins (K) - Steve Smith (VK) - Scott Boland - Alex Carey (wk) - Cameron Green - Josh Hazlewood - Travis Head - Usman Khawaja - Marnus Labuschagne - Nathan Lyon - Mitchell Marsh - Matthew Renshaw - Mitchell Starc | - Kraigg Brathwaite (K) - Alzarri Joseph (VK) - Alick Athanaze - Tagenarine Chanderpaul - Joshua Da Silva (wk) - Justin Greaves - Kavem Hodge - Tevin Imlach (wk) - Akeem Jordan - Shamar Joseph - Zachary McCaskie - Kirk McKenzie - Gudakesh Motie - Kemar Roach - Kevin Sinclair | - Steve Smith (K) - Travis Head (VK) - Sean Abbott - Xavier Bartlett - Nathan Ellis - Jake Fraser-McGurk - Cameron Green - Aaron Hardie - Josh Hazlewood - Josh Inglis (wk) - Spencer Johnson - Marnus Labuschagne - Glenn Maxwell - Ben McDermott - Lance Morris - Jhye Richardson - Matthew Short - Will Sutherland - Adam Zampa | - Shai Hope (K, wk) - Alzarri Joseph (VK) - Alick Athanaze - Teddy Bishop - Keacy Carty - Roston Chase - Matthew Forde - Justin Greaves - Kavem Hodge - Tevin Imlach (wk) - Gudakesh Motie - Kjorn Ottley - Romario Shepherd - Oshane Thomas - Hayden Walsh Jr. | - Mitchell Marsh (K) - Sean Abbott - Jason Behrendorff - Tim David - Nathan Ellis - Aaron Hardie - Josh Hazlewood - Travis Head - Josh Inglis (wk) - Spencer Johnson - Glenn Maxwell - Matthew Short - Marcus Stoinis - Matthew Wade (wk) - David Warner - Adam Zampa | - Rovman Powell (K) - Shai Hope (VK, wk) - Johnson Charles - Roston Chase - Jason Holder - Akeal Hosein - Alzarri Joseph - Brandon King - Kyle Mayers - Gudakesh Motie - Nicholas Pooran (wk) - Andre Russell - Sherfane Rutherford - Romario Shepherd - Oshane Thomas |

## Tour Match
| 10. – 12. Januar Scorecard | Adelaide | West Indians 251-8d (90) & 315-5d (80) | – | Cricket Australia XI 174 (54.5) & 149-5 (39) |
|                            |          | Remis                                  |   |                                              |

## Tests

### Erster Test in Adelaide
| 17. – 21. Januar Scorecard | Adelaide | West Indies 188 (62.1) & 120 (35.2) | – | Australien 283 (81.1) & 26-0 (6.4) |
|                            |          | Australien gewinnt mit 10 Wickets   |   |                                    |

Australien gewann den Münzwurf und entschied sich als Feldmannschaft zu beginnen. Für die West Indies erzielte Eröffnungs-Batter Kraigg Brathwaite 13 Runs, bevor sich Kirk McKenzie etablierte. An dessen Seite erreichte Alick Athanaze 13 und Kavem Hodge 12 Runs, bevor sein Wicket nach einem Fifty über 50 Runs fiel. Daraufhin konnte Alzarri Joseph 14 Runs erzielen, bevor Kemar Roach und Shamar Joseph eine Partnerschaft formten. Joseph verlor dann das letzte Wicket des Innings nach 36 Runs, als Roach 17* Runs erreicht hatte. Beste australische Bowler waren Pat Cummins mit 4 Wickets für 44 Runs und Josh Hazlewood mit 4 Wickets für 44 Runs. Für Australien eröffneten Steve Smith und Usman Khawaja am Schlag. Smith schied nach 12 Runs aus und nachdem Marnus Labuschagne nach 10 Runs durch Cameron Green ersetzt wurde, endete der Tag beim Stand von 59/2. Am zweiten Spieltag schied Green nach 14 Runs aus und wurde durch Travis Head gefolgt. Khawaja verlor sein Wicket nach 45 Runs und an der Seite von Head erzielte Alex Carey 15 und Mitchell Starc 10 Runs. Daraufhin kam Pat Cummings ins Spiel und head verlor nach einem Century über 119 Runs aus 134 Bällen sein Wicket. Dem hineinkommenden Nathan Lyon gelangen 24 Runs, bevor Cummins nach 12 Runs das letzte Wicket des innings verlor und damit den Vorsprung auf 95 Runs erhöhte. Bester Bowler der West Indies war Shamar Joseph mit 5 Wickets für 94 Runs. Die West Indies verloren daraufhin früh ihre Eröffnungs-Batter, bevor Kirk McKenzie zusammen mit Justin Greaves eine Partnerschaft formte. McKanzie schied nach 26 Runs aus und wurde gefolgt durch Joshua Da Silva, bevor auch Greaves nach 24 Runs ausschied und der Tag beim Stand von 73/6 endete. Am dritten Tag kam Alzarri Joseph aufs Feld und nachdem Da Silva 18 Runs erzielte, gelangen Joseph 16 Runs. Die letzte Partnerschaft des Innings formten Kemar Roach und Shamar Joseph, wobei Joseph dann das letzte Wicket des Innings nach 15 Runs verlor. Roach hatte bis dahin 11* Runs erzielt, wobei die Vorgabe für Australien auf 26 Runs festgesetzt wurde. Bester australischer Bowler war Josh Hazlewood mit 5 Wickets für 35 Runs. Für Australien konnte dann Steve Smith 11* Runs erreichen, als die Vorgabe im siebten Over eingeholt wurde. Als Spieler des Spiels wurde Travis Head ausgezeichnet.

### Zweiter Test in Brisbane
| 25. – 28. Januar Scorecard | Brisbane | West Indies 311 (108) & 193 (72.3) | – | Australien 289-9d (53) & 207 (50.5) |
|                            |          | West Indies gewinnt mit 8 Runs     |   |                                     |

Die West Indies gewannen den Münzwurf und entschieden sich als Schlagmannschaft zu beginnen. Für sie formte Eröffnungs-Batter Tagenarine Chanderpaul mit dem dritten Schlagmann Kirk McKenzie eine Partnerschaft. Beide erzielten jeweils 21 Runs, bevor sich Kavem Hodge zusammen mit Joshua Da Silva etablieren konnte. Da Silva erreichte ein Fifty über 79 Runs und Hodge schied ebenfalls nach einem Fifty über 71 Runs aus. Daraufhin formten Kevin Sinclair und Alzarri Joseph eine Partnerschaft. Nachdem Joseph nach 32 Runs sein Wicket verloren hatte, endete der Tag beim Stand von 266/8. Am zweiten Tag verlor Sinclair das letzte Wicket des Innings nach einem Fifty über 50 Runs. Bester australischer Bowler war Mitchell Starc mit 4 Wickets für 82 Runs. Australien verlor nachdem sich Eröffnungs-Batter Usman Khawaja etablierte früh vier Wickets. Daraufhin kam Mitchell Marsh is Spiel dem 21 Runs gelangen und Alex Carey erzielte ein Fifty über 65 Runs. In der Folge konnte Pat Cummins sich an der Seite von Khawaja etablieren, bevor Khawaja sein Wicket nach einem Fifty über 75 Runs verlor. Cummins bildete eine weitere Partnerschaft zusammen mit Nathan Lyon. Lyon schied nach 19 Runs aus, woraufhin Australien bei einem Rückstand von 22 Runs das Innings deklarierte. Cummins hatte bis dahin ein Fifty über 64* Runs erzielt. Beste Bowler der West Indies waren Alzarri Joseph mit 4 Wickets für 84 Runs und Kemar Roach mit 3 Wickets für 47 Runs. Die West Indies verloren bis zum Tagesende noch ein Wicket und beendeten so den Tag beim Stand von 13/1. Am dritten Tag formte Eröffnungs-Batter Kraigg Brathwaite mit dem dritten Schlagmann Kirk McKanzie eine Partnerschaft. Brathwaite gelangen 16 Runs, woraufhin Alick Athanaze aufs Feld kam. McKenzie erzielte 41 Runs, Athanaze 35 und die hineinkommenden Kavem Hodge 29 und Justin Greaves 33 Runs. Kevin Sinclair konnte, als das letzte Wicket des Innings fiel, dann mit ungeschlagenen 14* Runs die Vorgabe für Australien auf 216 Runs erhöhen. Beste australische Bowler waren Josh Hazlewood mit 3 Wickets für 23 Runs und Nathan Lyon mit 3 Wickets für 42 Runs. In ihrem zweiten Innings bildeten die Eröffnungs-Batter Steve Smith und Usman Khawaja eine Partnerschaft. Khawaja schied nach 10 Runs aus und wurde durch Cameron Green ersetzt, der zusammen mit Smith den Tag beim Stand von 60/2 beendete. Am vierten Spieltag schied Green nach 42 Runs aus und an der Seite von Smith erreichte Mitchell Marsh 10 und Mitchell Starc 21 Runs. Jedoch konnte sich kein weiterer Batter an der Seite von Smith etablieren und als das letzte Wicket fiel, verlor Australien knapp das Spiel. Smith hatte bi dahin ein Fifty über 91* Runs erzielt. Bester Bowler der West Indies war Shamar Joseph mit 7 Wickets für 68 Runs, der auch als Spieler des Spiels ausgezeichnet wurde.

## One-Day Internationals

### Erstes ODI in Melbourne
| 2. Februar Scorecard | Melbourne | West Indies 231 (48.4)           | – | Australien 232-2 (38.3) |
|                      |           | Australien gewinnt mit 8 Wickets |   |                         |

Australien gewann den Münzwurf und entschied sich als Feldmannschaft zu beginnen. Nachdem die West Indies ihre Eröffnungs-Batter früh verloren, konnte sich Keacy Carty etablieren. An seiner Seite erzielte zunächst Shai Hope 12 und Kavem Hodge 11 Runs, bevor Roston Chase ein Fifty über 59 Runs gelang. Nachdem Hayden Walsh ins Spiel gekommen war, verlor Carty sein Wicket nach einem Fifty über 88 Runs und wurde gefolgt durch Matthew Forde, der 19 Runs erreichte. Walsh verlor im vorletzten Over das letzte Wicket des Innings nach 20 Runs und setzte damit die Vorgabe für Australien auf 231 Runs. Bester australischer Bowler war Xavier Bartlett mit 4 Wickets für 17 Runs. Für Australien formte Eröffnungs-Batter Josh Inglis zusammen mit dem dritten Schlagmann Cameron Green eine Partnerschaft. Inglis erreichte ein Fifty über 65 Runs und wurde gefolgt durch Steve Smith der zusammen mit Green die Vorgabe im 39. Over einholte. Smith erzielte dabei ein Fifty über 79* Runs und Green ein weiteres über 77* Runs. Die Wickets der West Indies erzielten Matthew Forde und Gudakesh Motie. Als Spieler des Spiels wurde Xavier Bartlett ausgezeichnet.

### Zweites ODI in Sydney
| 4. Februar Scorecard | Sydney | Australien 258-9 (50)          | – | West Indies 175 (43.3) |
|                      |        | Australien gewinnt mit 83 Runs |   |                        |

Die West indies gewann den Münzwurf und entschieden sich als Feldmannschaft zu beginnen. Für Australien erzielte Eröffnungs-Batter Jake Fraser-McGurk 10 Runs, bevor Cameron Green und Marnus Labuschagne eine Partnerschaft formten. Green gelangen 33 Runs und kurz darauf schied auch Labuschagne nach 26 Runs aus. Daraufhin bildeten Matthew Short und Aaron Hardie eine Partnerschaft. Hardie gelangen 36 Runs und wurde gefolgt von Sean Abbott. Short verlor sein Wicket nach 41 Runs und der ihm nachfolgende Will Sutherland erzielte 18 Runs. Abbott konnte ein Fifty über 69 Runs erzielen und erhöhte so die Vorgabe auf 259 Runs. Bester Bowler der West Indies war Gudakesh Motie mit 3 Wickets für 28 Runs. Für die West Indies erzielte Eröffnungs-Batter Alick Athanaze 11 Runs, bevor Shai Hope und Keacy Carty eine Partnerschaft formten. Hope erreichte 29 Runs und wurde gefolgt durch Roston Chase. Nachdem Carty nach 40 Runs ausgeschieden war, konnte Alzarri Joseph 19 Runs erzielen. Chase verlor sein Wicket nach 25 Runs und kurz darauf fiel das letzte Wicket ohne das die Vorgabe gefährdet werden konnte. Beste australische Bowler waren Sean Abbott mit 3 Wickets für 40 Runs und Josh Hazlewood mit 3 Wickets für 43 Runs. Als Spieler des Spiels wurde Sean Abbott ausgezeichnet.

### Drittes ODI in Canberra
| 6. Februar Scorecard | Canberra | West Indies 86 (24.1)            | – | Australien 87-2 (6.5) |
|                      |          | Australien gewinnt mit 8 Wickets |   |                       |

Australien gewann den Münzwurf und entschied sich als Feldmannschaft zu beginnen. Für die West Indies bildete Eröffnungs-Batter Alick Athanaze zusammen mit dem dritten Schlagmann Keacy Carty eine Partnerschaft. Carty schied nach 10 Runs aus und nachdem Roston Chase aufs Feld kam, verlor Athanaze sein Wicket nach 32 Runs. Chase schied nach 12 Runs aus und es gelang keinem Batter mehr in der Folge sich zu etablieren, womit die Vorgabe für Australien bei 87 Runs festgesetzt wurde. Bester australischer Bowler war Xavier Bartlett mit 4 Wickets für 21 Runs. Für Australien formten die Eröffnungs-Batter Jake Fraser-McGurk und Josh Inglis eine Partnerschaft über 67 Runs. Fraser-McGurk erreichte 41 Runs, während Inglis mit ungeschlagenen 35* Runs die Vorgabe im siebten Over einholen konnte. Die Wickets der West Indies erzielten Oshane Thomas und Alzarri Joseph. Als Spieler des Spiels wurde Xavier Bartlett ausgezeichnet.

## Twenty20 Internationals

### Erstes Twenty20 in Hobart
| 9. Februar Scorecard | Hobart | Australien 213-7 (20)          | – | West Indies 202-8 (20) |
|                      |        | Australien gewinnt mit 11 Runs |   |                        |

Die West Indies gewannen den Münzwurf und entschieden sich als Feldmannschaft zu beginnen. Für Australien formten David Warner und Josh Inglis eine Partnerschaft. Inglis erreichte 39 Runs und der ihm folgende Mitchell Marsh 16. Nachdem Glenn Maxwell aufs Feld gekommen war, schied Warner nach einem Fifty über 70 Run aus. Darauf folgte ihm Tim David und nachdem Maxwell 10 Runs erzielte, kam Matthew Wade ins Spiel, dem 21 Runs gelangen. David beendete daraufhin das Innings ungeschlagen nach 37* Runs. Bester Bowler der West indies war Andre Russell mit 3 Wickets für 42 Runs. Für die West Indies eröffneten Brandon King und Johnson Charles. Charles erreichte 42 Runs und wurde gefolgt durch Nicholas Pooran. King gelang ein Fifty über 53 Runs, woraufhin Rovman Powell 14 und Shai Hope 16 Runs erzielten. Pooran verlor sein Wicket nach 18 Runs und Jason Holder konnte trotz seiner 34* Runs bis zum Ende des Innings die Vorgabe nicht mehr einholen. Bester australischer Bowler war Adam Zampa mit 3 Wickets für 26 Runs. Als Spieler des Spiels wurde David Warner ausgezeichnet.

### Zweites Twenty20 in Adelaide
| 11. Februar Scorecard | Adelaide | Australien 241-4 (20)          | – | West Indies 207-9 (20) |
|                       |          | Australien gewinnt mit 34 Runs |   |                        |

Die West Indies gewannen den Münzwurf und entschieden sich als Feldmannschaft zu beginnen. Für Australien bildete Eröffnungs-Batter David Warner mit dem dritten Schlagmann Mitchell Marsh eine Partnerschaft. Marsh erzielte 29 Runs und wurde durch Glenn Maxwell ersetzt. Nachdem Warner nach 22 Runs ausgeschieden war, erzielte der hineinkommende Marcus Stoinis 16 Runs, bevor Maxwell zusammen mit Tim David das Innings beendete. Maxwell erreichte bis dahin ein Century über 120* Runs aus 55 Bällen und David 31* Runs. Bester Bowler der West Indies war Jason Holder mit 2 Wickets für 42 Runs. Für die West Indies formte Eröffnungs-Batter Johnson Charles mit dem dritten Schlagmann Nicholas Pooran eine Partnerschaft. Pooran erreichte 18 Runs und Charles gelangen 24 Runs. Daraufhin bildete Rovman Powell zusammen mit Andre Russell eine weitere Partnerschaft. Russell gelangen 37 Runs, woraufhin Romario Shepherd ins Spiel kam und 12 Runs erzielte. Nachdem diesem Jason Holder gefolgt war, schied Powell nach einem Fifty über 63 Runs aus. Holder beendete das Inning ungeschlagen mit 28* Runs, war jedoch nicht ausreichte die Vorgabe einzuholen. Als Spieler des Spiels wurde Glenn Maxwell ausgezeichnet.

### Drittes Twenty20 in Perth
| 13. Februar Scorecard | Perth (PS) | West Indies 220-6 (20)         | – | Australien 183-5 (20) |
|                       |            | West Indies gewann mit 37 Runs |   |                       |

Die West Indies gewannen den Münzwurf und entschieden sich als Schlagmannschaft zu beginnen. Eröffnungs-Batter Kyle Mayers formte mit dem dritten Schlagmann Roston Chase eine Partnerschaft. Mayers erreichte 11 Runs und wurde durch Rovman Powell gefolgt. Chase gelangen 37 Runs und nachdem Powell nach 21 Runs ausschied bildeten Sherfane Rutherford und Andre Russell eine weitere Partnerschaft. Russell verlor zwei Bälle vor Ende des Innings sein Wicket nach einem Fifty über 71 Runs, während Rutherford ungeschlagene 67 Runs erzielte und so die Vorgabe auf 221 Run erhöhte. Bester australischer Bowler war Xavier Bartlett mit 2 Wickets für 37 Runs. Für Australien begannen Mitchell Marsh und David Warner. Marshall erreichte 17 Runs und an der Seite von Warner erzielte Aaron Hardie 16 Runs. Warner verlor kurz darauf sein Wicket nach einem Fifty über 81 Runs, woraufhin Glenn Maxwell und Tim David eine Partnerschaft formten. Maxwell schied nach 12 Runs aus, während David 41* Rusn erzielte, was jedoch nicht ausreichte um die Vorgabe einzuholen. Als Spieler des Spiels wurde Andre Russell ausgezeichnet.

## Auszeichnungen

### Player of the Series
Als Player of the Series wurden der folgende Spieler ausgezeichnet.
| Serie    | Player of the Series |
| -------- | -------------------- |
| Test     | Shamar Joseph        |
| ODI      | Xavier Bartlett      |
| Twenty20 | David Warner         |

### Player of the Match
Als Player of the Match wurden die folgenden Spieler ausgezeichnet.
| Spiel   | Player of the Match |
| ------- | ------------------- |
| 1. Test | Travis Head         |
| 2. Test | Shamar Joseph       |
| 1. ODI  | Xavier Bartlett     |
| 2. ODI  | Sean Abbott         |
| 3. ODI  | Xavier Bartlett     |
| 1. T20  | David Warner        |
| 2. T20  | Glenn Maxwell       |
| 3. T20  | Andre Russell       |

## Statistiken
Die folgenden Cricketstatistiken wurden bei dieser Tour erzielt.
| Tests          | Tests       | Tests   | Tests   | Tests   | Tests   | Tests   | Tests   | Tests   |
| Batting        | Batting     | Batting | Batting | Batting | Batting | Batting | Batting | Batting |
| Spieler        | Mannschaft  | Spiele  | Innings | Runs    | Average | HS      | 100s    | 50s     |
| -------------- | ----------- | ------- | ------- | ------- | ------- | ------- | ------- | ------- |
| Usman Khawaja  | Australien  | 2       | 4       | 139     | 46,33   | 75      | 0       | 1       |
| Kirk McKenzie  | West Indies | 2       | 4       | 138     | 34,50   | 50      | 0       | 1       |
| Steve Smith    | Australien  | 2       | 4       | 120     | 60,00   | 91*     | 0       | 1       |
| Travis Head    | Australien  | 2       | 3       | 119     | 39,66   | 119     | 1       | 0       |
| Kavem Hodge    | West Indies | 2       | 4       | 115     | 28,75   | 71      | 0       | 1       |
| Bowling        |             |         |         |         |         |         |         |         |
| Spieler        | Mannschaft  | Spiele  | Overs   | Wickets | Average | BBI     | 5W      | 10W     |
| Josh Hazlewood | Australien  | 2       | 63.0    | 14      | 10,00   | 5/35    | 1       | 0       |
| Shamar Joseph  | West Indies | 2       | 44.3    | 13      | 17,30   | 7/68    | 2       | 0       |
| Nathan Lyon    | Australien  | 2       | 65.3    | 8       | 20,37   | 3/42    | 0       | 0       |
| Mitchell Starc | Australien  | 2       | 60.3    | 8       | 26,25   | 4/82    | 0       | 0       |
| Alzarri Joseph | West Indies | 2       | 52.0    | 7       | 30,42   | 4/84    | 0       | 0       |